# CPSF 1-100

Coperta revistei CPSF 88

Colecția „Povestiri științifico-fantastice” a fost un periodic de literatură pentru tineret editat de revista „Știință și Tehnică”. Prima serie a apărut în 1 octombrie 1955 și a cuprins 466 de numere, publicate de două ori sau, pentru o scurtă perioadă, de trei ori pe lună, până în aprilie 1974. Primele 80 de numere au fost traduse și în limba maghiară. A existat și o serie în limba germană. Reluată după 1990, numele i-a fost schimbat în Anticipația - Colecția „Povestiri științifico-fantastice”.

## Cuprinsul numerelor 1-100

### 1-50
- 1 / 1.10.1955 Octavian Sava - Meteoritul de aur (1). (TFE 1/1956)
- 2 / 15.10.1955 Octavian Sava - Meteoritul de aur (2). (TFE 2/1956)
- 3 / 1.11.1955 Leonid Petrescu - A 12-a variantă. (TFE 3/1956)
- 4 / 15.11.1955 Mircea Naumescu - Marea experiență; Mircea Brateș - Proxima Centauri. (TFE 4/1956)
- 5 / 1.12.1955 Adrian Rogoz și Cristian Ghenea - Inimă de ciută (nuvelă); P. Stănescu - O întîmplare obișnuită (povestire). (TFE 5/1956)
- 6 / 15.12.1955 Vitalii Trenev - Indienii (1). (TFE 6/1956)
- 7 / 01.01.1956 Vitalii Trenev - Indienii (2). (TFE 7/1956)
- 8 / 15.01.1956 Adrian Rogoz și Cristian Ghenea - Uraniu (1). (TFE 8/1956)
- 9 / 01.02.1956 Adrian Rogoz și Cristian Ghenea - Uraniu (2). (TFE 9/1956)
- 10 / 15.02.1956 Adrian Rogoz și Cristian Ghenea - Uraniu (3). (TFE 10/1956)
- 11 / 01.03.1956 Adrian Rogoz și Cristian Ghenea - Uraniu (4). (TFE 11/1956)
- 12 / 15.03.1956 Adrian Rogoz și Cristian Ghenea - Uraniu (5). (TFE 12/1956)
- 13 / 01.04.1956 Adrian Rogoz și Cristian Ghenea - Uraniu (6). (TFE 13/1956)
- 14 / 15.04.1956 Adrian Rogoz și Cristian Ghenea - Uraniu (7). (TFE 14/1956)
- 15 / 01.05.1956 Mircea Șerban - Ghidul din Lună (1). (TFE 15/1956)
- 16 / 15.05.1956 Mircea Șerban - Ghidul din Lună (2). (TFE 16/1956)
- 17 / 01.06.1956 Mihail Sadoveanu - Cuibul invaziilor (1). (TFE 17/1956) - Povestirile: Călători de acum un veac; Țara neamului Kalkha, vechea Mongolie; Câmpiile Mongoliei. Stepa și locuitorii ei; Tătaria chinezească. Cuibul invaziilor. Vulcanii. Triburile de kirghizi. Sultani și bandiți;
- 18 / 15.06.1956 Mihail Sadoveanu - Cuibul invaziilor (2). (TFE 18/1956) - Povestirile: Tabăra de lotri. Plecare precipitată. Apus de soare în pustie. Ploaie de bolizi. Bandiții rămân mofluzi. Sultanii din stepă. Războaiele și funeraliile lor;  Alți sultani și hani; Post chinez la hotare; Trecerea munților Alatau. Stâncile de la Kora. Legende kirghize; Peștera Dracului. Tigri, urși și cerbi; Ieșirea lui Ghinghis-Han; Ridicarea mongolilor; Împărăția de aur; Alinarea vijeliei.
- 19 / 01.07.1956 Eduard Jurist și Leonid Petrescu - Uzina submarină în primejdie (1). (TFE 19/1956)
- 20 / 15.07.1956 Eduard Jurist și Leonid Petrescu - Uzina submarină în primejdie (2). (TFE 20/1956)
- 21 / 01.08.1956 Max Solomon și I. M. Ștefan - Sahariana (1). (TFE 21/195?)
- 22 / 15.08.1956 Max Solomon și I. M. Ștefan - Sahariana (2). (TFE 22/195?)
- 23 / 01.09.1956 Max Solomon și I. M. Ștefan - Sahariana (3). (TFE 23/195?)
- 24 / 15.09.1956 Max Solomon și I. M. Ștefan - Sahariana (4). (TFE 24/195?)
- 25 / 01.10.1956 Mircea Barteș - Astrida (1). (TFE 25/195?)
- 26 / 15.10.1956 Mircea Barteș - Astrida (2). (TFE 26/195?)
- 27 / 01.11.1956 Mircea Barteș - Astrida (3). (TFE 27/195?)
- 28 / 15.11.1956 I. Kalnițki - Sfârșitul orașului subteran (1)
- 29 / 01.12.1956 I. Kalnițki - Sfârșitul orașului subteran (2)
- 30 / 15.12.1956 I. Kalnițki - Sfârșitul orașului subteran (3)
- 31 / 01.01.1957 I. Kalnițki - Sfârșitul orașului subteran (4)
- 32 / 15.01.1957 I. Kalnițki - Sfârșitul orașului subteran (5)
- 33 / 01.02.1957 I. Kalnițki - Sfârșitul orașului subteran (6). Edgar Allan Poe - „O pogorâre în Maelström”
- 34 / 15.02.1957 Rudolf Daumann - Mauki
- 35 / 01.03.1957 Ștefan Tita - Piticii în țara lui Guliver (1). (TFE 28/195?)
- 36 / 10.03.1957 Ștefan Tita - Piticii în țara lui Guliver (2). (TFE 29/195?)
- 37 / 20.03.1957 Victor Eftimiu - Pe urmele zimbrului (1). (TFE 30/195?), roman istoric
- 38 / 01.04.1957 Victor Eftimiu - Pe urmele zimbrului (2). (TFE 31/195?)
- 39 / 10.04.1957 Victor Eftimiu - Pe urmele zimbrului (3). (TFE 32/195?)
- 40 / 20.04.1957 Victor Eftimiu - Pe urmele zimbrului (4). (TFE 33/195?)
- 41 / 01.05.1957 Victor Eftimiu - Pe urmele zimbrului (5). (TFE 34/195?)
- 42 / 10.05.1957 Victor Eftimiu - Pe urmele zimbrului (6). (TFE 35/195?)
- 43 / 20.05.1957 Ivan Antonovici Efremov - Atolul Fakaofo
- 44 / 01.06.1957 D. Szilágyi și M. Cîrloanță - Duelul mut (1). (TFE 36/195?)
- 45 / 10.06.1957 D. Szilágyi și M. Cîrloanță - Duelul mut (2). (TFE 37/195?)
- 46 / 20.06.1957 D. Szilágyi și M. Cîrloanță - Duelul mut (3). (TFE 38/195?)
- 47 / 01.07.1957 Stefan Zweig - Jucătorul de șah (1). (TFE 39/195?)
- 48 / 10.07.1957 Stefan Zweig - Jucătorul de șah (2); N. N. Nagaev - Destinul condamnaților. (TFE 40/195?)
- 49 / 20.07.1957 I. Voledi și Alexandru Cerbu - Coroana regelui Burebista (1). (TFE 41/195?)
- 50 / 01.08.1957 I. Voledi și Alexandru Cerbu - Coroana regelui Burebista (2). (TFE 42/195?)

### 51-100
- 51 / 10.08.1957[1] I. Voledi și Alexandru Cerbu - Coroana regelui Burebista (3)
- 52 / 20.08.1957[1] Arthur Conan Doyle - Două aventuri ale lui Sherlock Holmes: Aventura bărbatului cu gura strâmbă și Aventura granatului albastru (pag. 17)
- 53 / 01.09.1957[1] Ioana Petrescu - Balaurul mărilor
- 54 / 10.09.1957[1] Elena Niga și Adrian Niga - Aurul sintetic
- 55 / 20.09.1957[1] Radu Nor și I. M. Ștefan - Taina prințului Semempsis
- 56 / 01.10.1957[1] Maya Niculescu - Prizonieri printre giganți (1)
- 57 / 10.10.1957[1] Maya Niculescu - Prizonieri printre giganți (2)
- 58 / 20.10.1957[1] Octavian Sava și Alexandru Andy - Pisica din Baskerville. Coperta de Burschi
- 59 / 01.11.1957[1] Ivan Antonovici Efremov - Nebuloasa din Andromeda (1) (Cap. I - Steaua de fier). Traducere de Tatiana Berindei și Adrian Rogoz
- 60 / 10.11.1957[1] Ivan Antonovici Efremov - Nebuloasa din Andromeda (2) (Epsilon-Tucana)
- 61 / 20.11.1957[1] Ivan Antonovici Efremov - Nebuloasa din Andromeda (3) (Calul de pe fundul mării)
- 62 / 01.12.1957[1] Ivan Antonovici Efremov - Nebuloasa din Andromeda (4) (Simfonia în Fa minor 0.475 μ)
- 63 / 10.12.1957[1] Ivan Antonovici Efremov - Nebuloasa din Andromeda (5) (Insula Uitării)
- 64 / 20.12.1957[1] Ivan Antonovici Efremov - Nebuloasa din Andromeda (6) (Consiliul Astronautic)
- 65 / 01.01.1958[1] Ivan Antonovici Efremov - Nebuloasa din Andromeda (7) (cap. 10); Florin Z. Florin și Adrian Liseanu - Cuvîntătorul (intermezzo SF)
- 66 / 10.01.1958[1] Ioana Petrescu - Cîntecul Lebedei
- 67 / 20.01.1958[1] Robert Louis Stevenson - Diavolul din clondir (traducere de Annie Popper)
- 68 / 01.02.1958[1] Donáth András, Fáskerthy György, Haás Endre - Misterele unei curse (1) (traducere de Constantin Olariu)
- 69 / 10.02.1958[1] Donáth András, Fáskerthy György, Haás Endre - Misterele unei curse (2)
- 70 / 20.02.1958[1] Donáth András, Fáskerthy György, Haás Endre - Misterele unei curse (3)
- 71 / 01.03.1958[1] Donáth András, Fáskerthy György, Haás Endre - Misterele unei curse (4)
- 72 / 10.03.1958[1] Donáth András, Fáskerthy György, Haás Endre - Misterele unei curse (5)
- 73 / 20.03.1958[1] Nathaniel Hawthorne - Făurarul de frumuseți; Nathaniel Hawthorne - Comoara lui Peter Goldthwaite (traduceri de Elena Epuran și Andrei Bantaș)
- 74 / 01.04.1958[1] Dinu Moroianu - Polul intangibil (1)
- 75 / 10.04.1958[1] Dinu Moroianu - Polul intangibil (2)
- 76 / 20.04.1958[1] Dinu Moroianu - Polul intangibil (3)
- 77 / 01.05.1958[1] Dinu Moroianu - Polul intangibil (4)
- 78 / 10.05.1958[1] Ovidiu Rîureanu - La „Steaua de mare”
- 79 / 20.05.1958[1] S. Beleaev - A zecea planetă (adaptare de L. Alexandru a Десятая планета de Сергей Беляев)
- 80 / 01.06.1958[1] Horia Matei - Peștera Novacului (1)
- 81 / 10.06.1958[1] Horia Matei - Peștera Novacului (2)
- 82 / 20.06.1958[1] Philip K. Dick (ca Philip C. Dick) - „Foster, ești mort!”; Robert A. Heinlein (ca Robert Heinlyne) - „Veghe îndelungată!”  (traduceri din rusă de Vlad Nelson și Camil Șerban) (Notă: număr intitulat „Două povestiri americane”)
- 83 / 01.07.1958[1] Crișan Făgerașu (pseudonimul lui Sergiu Fărcășan) - O iubire din anul 41.042 (1)
- 84 / 10.07.1958[1] Crișan Făgerașu (pseudonimul lui Sergiu Fărcășan) - O iubire din anul 41.042 (2)
- 85 / 20.07.1958[1] Crișan Făgerașu (pseudonimul lui Sergiu Fărcășan) - O iubire din anul 41.042 (3)
- 86 / 01.08.1958[1] Crișan Făgerașu (pseudonimul lui Sergiu Fărcășan) - O iubire din anul 41.042 (4)
- 87 / 10.08.1958[1] Arkadi Strugațki și Boris Strugațki - Extraordinara aventură a lui Boris Ivanovici Stronski; L. Jigariov - Cine-i acolo? (Notă: număr intitulat „Două povestiri sovietice”)
- 88 / 20.08.1958[1] Ion Hobana - Oameni și stele
- 89 / 01.09.1958[1] F. Ziegel  - Este locuită planeta Marte? (non-ficțiune), conține eseurile: Primii pași... (pp. 4), Extraordinarele descoperiri ale lui Percival Lowell  (pp. 8), Controversa cu privire la marțieni (pp. 13), Enigma rămâne nerezolvată (pp. 16); De la astrobotanică la astrobiologie (pp. 18); După 17 ani... (pp. 23); (texte - din al treilea volum al almanahului Мир Приключений -- Lumea aventurilor, 1957, Detghiz)[2]
- 90 / 10.09.1958[1] Ion Mînzatu - Paradoxala aventură (1)
- 91 / 20.09.1958[1] Ion Mînzatu - Paradoxala aventură (2)
- 92 / 01.10.1958[1] Ion Mînzatu - Paradoxala aventură (3)
- 93 / 10.10.1958[1] Ion Mînzatu - Paradoxala aventură (4)
- 94 / 20.10.1958[1] Ion Mînzatu - Paradoxala aventură (5)
- 95 / 01.11.1958[3] Aleksandr Romanovici Beleaev - Hoiti-Toiti (1)
- 96 / 15.11.1958[3]Aleksandr Romanovici Beleaev - Hoiti-Toiti (2)
- 97 / 01.12.1958[3] Alexandru Calistrat - Lupta pentru foc (1)
- 98 / 15.12.1958[3] Alexandru Calistrat - Lupta pentru foc (2)
- 99 / 01.01.1959[3] Anatoli Dneprov - Crabii mișună pe insulă; Valentina Juravliova - În luptă cu timpul
- 100 / 15.01.1959[3] Jules Verne - Insula cu elice (1)

## Legături către celelalte pagini despre CPSF
- CPSF 101-200
- CPSF 201-300
- CPSF 301-400
- CPSF 401-466
- CPSF 467-...

## Legături externe
- CPSF 1-100 la goodreads.com